# 射精
射精（英語：ejaculation）是指精液（通常包含精子）從男性生殖系統射出的過程，一般會伴隨性高潮，進而引起骨盆底肌肉的不自主收縮。射精是雄性受到足夠的性刺激後，最終會顯現的現象，並是自然受精的重要一環。射精也可在睡眠間自發性地產生，稱作遺精。在罕見的情況下，前列腺疾病可能也會導致射精。不射精症是一種表現為無法射精的疾病。對多數人類男性來說，射精通常極度愉悅；射精疼痛是當射精導致疼痛或不适的情形。逆行射精是在射精時，精液沒有正常從尿道射出，反而逆行射入膀胱的疾病

## 階段

### 刺激

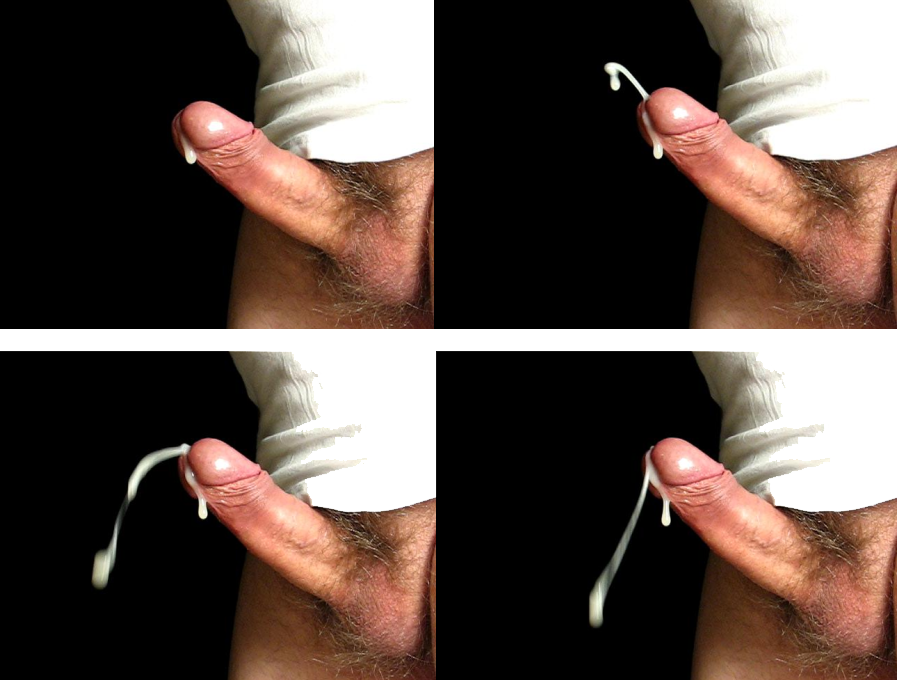
人類射精過程

通常射精的前提為男性當事人進入性興奮狀態，這會使陰莖出現勃起反應。但並不是每一次的勃起和性興奮都會導致射精。對陰莖進行的物理刺激可能會使當事人產生伴有射精的性高潮，這些刺激可透過當事人自身（自慰）或性伴侶（性交、肛交、口交、其他非插入式性行為）提供。男性在進行陰莖-陰道的性交時，一般需花5至7分鐘來達至高潮——實際時間會受到當事人與伴侶的性欲影響而變化；此外，10分鐘的陰道內射精延遲時間也很普遍。前戲或愛撫所造成的刺激可使當事人感到興奮，並流出预射精液。儘管预射精液中只有極少量精子，但在上一次射精時殘留於尿道中的精子可能會混入其中，也可能混有人類免疫缺陷病毒。
早發性射精是指患者在其理想的時間前射精。如果一名男性在足夠的刺激底下也遲遲未能射精，那麽即使這符合其意願也好，也可稱他患上了延遲性射精或性高潮障礙。當一名男性所受的性刺激達至一定水平時，射精和高潮便會出現。同時交感神经會控制精液的生成。然後精液會伴隨著有節奏性的肌肉收縮，經由尿道射出。該些肌肉收縮為男性性高潮的表現之一。它們是由受到陰部神經支配的球海綿體肌和恥骨尾骨肌所產生的。男性的高潮估計平均持續3-10秒，儘管有些人可長達30秒。

### 排射階段
在性高潮開始後，精液便會一段一段地從尿道射出，一段所射出的量在達至峰值後便會下降。一次典型的性高潮包含10-15次肌肉收縮，儘管當事人可能不會察覺到當中的每一次。一旦出現第一次收縮，該名男性便會不自主地持續射精，直到整套反應完成為止。到了這個階段，射精就不能夠停止。肌肉收縮的頻率會在高潮期間逐漸減少。起始時兩次收縮之間的間隔為0.6秒，接著每發生一次收縮，間隔就會多0.1秒。在高潮期間，大多數男性的肌肉收縮都是有節奏性且規律的。在一些情況下，一系列規則的肌肉收縮後會額外出現幾次的不規則收縮。
射精一般在性高潮的第一或第二次收縮時開始。當中又以在第二次收縮時射出佔大多數，該時所射出的精液也是多次收縮中最多的——一般大於或等於該次總射精量的40%。在這一高峰過後，收縮會開始減弱，同時射出的精液量會漸漸減少。該些肌肉收縮可以持續至射精完畢之後。一項針對7名男性的小型研究顯示，他們平均在7次收縮中皆有精液射出，隨後的10次收縮沒有精液射出。該研究還發現精液射出的次數與總射精量高度相關，即射精的段數愈多，總射精量便會較高；跟單一段的射精量則沒那麼相關。
阿尔弗雷德·金赛以數百名男性為研究對象，測量了他們射精時精液射出的距離。當中約3/4的男性「只射出一點點距離，他們只能射離陰莖尖端少許」。但也有人「可以射出數公分至六十公分，以至兩公尺，最罕見的例子可射出2.6公尺」。麥斯特與強生表示精液射出的距離不會大於30–60公分。在一系列伴隨射精的肌肉收縮期間，精液會以每秒500公分的速度在尿道中推壓出去，換算後其速度接近每小時18公里。

### 不應期
大多數男性會在高潮過後迅即進入不應期，男性基本不可能在不應期當中再度勃起，並需更長的時間才能恢復至能夠射精的状况。這個時候男性一般進入帶些微愉悅的放鬆狀態，這一感覺通常會在鼠蹊部和大腿上出現。不應期的時間長短除了會因人而異，在同一個人當中也會出現變化。年齡是其中一個決定因子，年紀較輕的人的恢復時間一般較短。
雖然有些男性的不應期會持續15分鐘或以上，但也有男性在射精過後仍能進入性興奮狀態。較短的不應期能讓性伴侶繼續地使其射精，以至跟其進行與射精有關的性嬉戲。一些男性的陰莖在射精過後是十分敏感的，因此這時的額外刺激可能會令其感到不適。
男性當中也有能做到多重高潮的例子，不過數量極少。在該群體中存有不能射精的男性，也有只是不應期較短的——當中一些表示他們不會有任何形式的不應期。也有在不應期期間繼續刺激陰莖而維持勃起，待不應期完畢後才以達至第二或第三次高潮為目標進行刺激的例子。

## 射出的精液

### 體積
射精的力度和總量因人而異，而精液的體積可能落在1-10毫升之間。 成年男性所射出的精液量受到跟上一次射精的間隔的影響：一般而言禁慾時間愈長，精液量便愈多。射精前的刺激時長也會影響精液的體積。當一位男性的射精量異常少時，便可稱其患上精液減少症，射精量異常大的則可稱之為精液過剩症。射精管梗阻為射精量異常少的可能潛在原因之一。精液總量會隨著年齡增長而下降——這是一種正常現象。

### 品質
精液中所含的精子量受到許多因素影響，包括跟上一次射精隔了多久、年齡、壓力水準、體內的睾酮水準。性刺激維持得愈久，精子的濃度便有愈大機會提升。 若精子計數過於低下，便可稱涉事男性患上了少精子症。男性精液中沒有精子的情況則稱為无精子症。

## 發展

### 青春期期間
人類男性第一次射精通常發生在青春期的開始之後一年左右，一般是通過自慰或遺精。初精（第一次射精）量通常很少，在接下來的3個月生產不到1毫升的精液，通常是清澈的顏色。性成熟初期的精液呈現果凍狀，不像成熟男性精液能液化。精液的發展概要如下表。
約九成的初精內容物並不含精子。僅少數人的初精精液中含有精子，但是這些人精液中的精子又有絕大多數（97%）沒有運動力，剩餘的精子（3%）有異常的動作。
即使是尚未產生精液的前青春期兒童，當刺激陰莖時也會勃起。如果繼續進行性刺激，也會達到性高潮，攝護腺和尿道周圍的各種肌肉收縮會導致陰莖和會陰部搏動，將會有充足的性快感，但由於精液產生量不足，不會射精，這是所謂的乾性高潮狀態。但是，青春期後精液活躍產生後，由性高潮引起的這些肌肉的收縮會導致精液強行通過尿道，並從龜頭陰莖的尿道外口中連續排出。
隨着青春期的發展，正常型態的精子數量會增加。初精12~14個月後，精液會出現液化性質。初精過後的24個月內，精液量、精液內含精子數、與精子的健康度就會達到成熟男性的程度。
| 第一次 射精時間（月） | 平均精液量 （毫升） | 液化  | 平均精子濃度 （百萬個精子/毫升） |
| --------------------- | ------------------- | ----- | -------------------------------- |
| 0                     | 0.5                 | 否s   | 0                                |
| 6                     | 1.0                 | 否s   | 20                               |
| 12                    | 2.5                 | 部分b | 50                               |
| 18                    | 3.0                 | 是c   | 70                               |
| 24                    | 3.5                 | 是c   | 300                              |

s精液為果凍狀，且不會液化。

b大部分精液檢體會液化，有些仍然維持果凍狀。

c精液在一個小時內液化。

### 中樞神經系統的控制
脊髓當中存有一個由脊髓中間神經元組成的中枢模式发生器，其參與射精的有節律性反應。所以其也被稱為「脊髓的射精發生器」。
為了測量在射精反應時的腦部神經活動，研究者研究了原癌基因c-Fos的表達，它是一款會對神經遞質和激素的刺激作出反應的基因，並會在神經元中表達。觀察結果顯示c-Fos會在以下區域中表達：
- 內側視交叉前區（英语：Preoptic area）（MPOA）
- 終紋（英语：stria terminalis）的床核和側隔
- 下丘腦的室旁核（PVN）
- 下視丘腹內側核、內側杏仁核
- 腹侧乳头体核
- 腹側被蓋
- 蓋膜中央域
- 中脑中央灰质
- 脚周核
- 丘脑后叶内下纵束旁核（SPF）

### 沒有物理刺激的射精
極少數人可在沒有物理刺激的情況下射精。他們一般在伴有強烈的性幻想之下，透過拉緊兼屈曲腹部肌和臀部肌來實現之。其余的則透過放鬆陰莖周圍的肌肉來實現之，這可能會使陰莖勃起得更為堅硬。

### 壓迫會陰和逆行射精
在射精臨近時，壓迫會陰或尿道會阻止精液排出，迫使精液保留在內部。在這一情景底下，精液會殘留於體內，並射入膀胱。有些人這樣做是為了避免精液射出，弄污地方。在醫學上，精液射入膀胱的狀態會稱為逆行射精。

## 射精與健康
沒有證據證明射精會對健康產生影響，但性行為本身可能會帶來生心理上的不良後果。一小部分男性患有性高潮後病情症候群（POIS），患者在射精後可能會感到全身肌肉嚴重疼痛，以及其他相關的症狀，症狀可持續長達一週。一些醫生推測性高潮後病情症候群在人群中出現的機率可能比已經在學術文獻中報告的更大，而且許多性高潮後病情症候群患者尚未確診。
目前尚不清楚頻密地射精會增加抑或會減少患上前列腺癌的風險，還是對之沒有影響。兩項大型研究〈射精頻率與前列腺癌的後繼風險〉及〈性頻密度與前列腺癌〉結論道，在一生中頻密地射精為前列腺癌的預防因素。一項針對「29,342名年齡介乎46-81歲的美國男性」的研究表示「高射精頻率跟患上前列腺癌的總風險降低有關」。另一項澳洲研究以「1,079名患有的男性及1,259名健康男性」為研究對象，最後發現了一些證實「若在20-50歲期間相對頻密地射精，發展前列腺癌的風險便會較低」的證據：
在二十幾歲時平均每週射精七次或以上的人身上，相關作用會較為明顯。與在這個年齡時平均每週射精少於三次者相比，他們的風險約下降了三分之一。

## 疾病與罕見情況
射精疼痛是指射精時感到不舒服或痛苦的情況。逆行射精是一種疾病，當中患者在射精時精液沒有正常從尿道射出，反而逆行射入膀胱。

## 其他動物
不少哺乳動物和鳥類能夠實現射精。在交配期間， 澳洲针鼹可把陰莖的半側當作替代品使用（即可只用半側），在射精期間不用的那一側會停止運作。
公馬在射精時會伴隨著尾巴的運動。當雄狼射精時， 牠的最終骨盆推進可能會稍微延長。雄性普通獼猴一般會在接合後的15秒內射精。2012年1月，人類首次成功記錄及拍攝水生哺乳動物的自發性射精，其攝於御藏島的附近海域，對象為一隻印太瓶鼻海豚。
儘管馬、羊、牛的射精只持續數秒或不到一秒，但野豬的射精可持續10-30分鐘或5-10分鐘。野豬的射精是因螺旋形龜頭與子宮頸互鎖的刺激而引起。一隻成熟的野豬可在一次射精中射出250–300毫升的精液。美洲駝、羊駝會在交配期間不斷射精。